# Betzdorf
Betzdorf ist eine Stadt im Landkreis Altenkirchen im nördlichen Teil von Rheinland-Pfalz. Sie ist Verwaltungssitz der Verbandsgemeinde Betzdorf-Gebhardshain. Betzdorf ist eine Eisenbahnerstadt und gemäß Landesplanung als Mittelzentrum ausgewiesen.

## Geographie
Die Stadt Betzdorf liegt etwa 20 km südwestlich von Siegen in einem Talkessel zwischen Westerwald im Süden und Siegerland im Norden. Hier mündet der Fluss Heller in die Sieg. Betzdorf ist die größte Stadt im Landkreis Altenkirchen.
Zur Stadt gehören die Stadtteile Bruche, Dauersberg und Struthof.

## Geschichte
Die erste sichere urkundliche Erwähnung Betzdorfs war 1249 auf einer Urkunde der Gräfin Mechthild von Sayn.
Das Wachstum des vormals nicht sehr bedeutenden Ortes begann erst mit dem Bau der Eisenbahnstrecke Köln-Deutz/Gießen mit einer Zweigstrecke von Betzdorf nach Siegen, womit Betzdorf zum Eisenbahnknotenpunkt und zur Eisenbahnerstadt mit Rangierbahnhof für die Eisenerzbergwerke der Umgebung wurde.
Am 1. April 1886 entstand durch Abtrennung der Gemeinden Betzdorf, Alsdorf (Westerwald), Grünebach, Sassenroth, Dauersberg, Scheuerfeld, Bruche und Wallmenroth von der Bürgermeisterei Kirchen (Sieg) die Bürgermeisterei Betzdorf. 1887 wurde das nördlich der Sieg gelegene und zur Gemarkung Wallmenroth zählende Hohenbetzdorf eingemeindet. Die bis dahin eigenständige Gemeinde Bruche stieß 1907 durch Eingemeindung zu Betzdorf, ebenso mit Wirkung zum selben Tage, die an der Kölner Straße gelegene „(Eisenbahner-)Kolonie“, für die die Stadt Betzdorf bis heute jährlich eine Art Pacht von 410 Euro an die Gemeinde Wallmenroth überweist.
Nachdem ab 1886 die Bürgermeisterei in gemieteten Räumen gearbeitet hatte, wurde 1900 ein eigenes Rathaus gebaut. In kurzer Zeit wurden die Einrichtungen für die schnell wachsende Bevölkerung geschaffen:
- Schon 1882 war für die katholische Gemeinde die neugotische St.-Ignatius-Kirche vollendet worden, 1895 die Errichtung der Kreuzkirche der Evangelischen Gemeinde abgeschlossen.
- 1892 bekam der Ort ein eigenes Postgebäude, 1900 ein Ortsfernsprechnetz.
- 1901 wurde die „Höhere Knabenschule“, Vorläufer des heutigen Freiherr-vom-Stein-Gymnasiums Betzdorf-Kirchen, eröffnet.

Ihre Bedeutung als Eisenbahnknotenpunkt führte dazu, dass die Stadt im Zweiten Weltkrieg starken Luftangriffen ausgesetzt war, wodurch zwei Drittel der Gebäude der Stadt durch Bomben zerstört bzw. geschädigt wurden. So fielen etwa am 12. März 1945 einem Luftangriff der 8. US-Luftflotte mit B-17-Bombern  61 Menschen zum Opfer.
1953 wurde Betzdorf Titularstadt. In den folgenden Jahren wurden fast alle Betzdorfer Eisenbahnanlagen und -einrichtungen, wie das Ausbesserungswerk, das Bahnbetriebswerk, das Bundesbahn-Betriebsamt, der Rangierbahnhof, die Bahnmeisterei, die Fernmeldemeisterei, die Bahnhofsverwaltung und die Güterabfertigung, stillgelegt, sodass Betzdorf heute nur mehr im Personenverkehr ein kleiner Eisenbahnknotenpunkt ist.
Am 7. Juni 1969 wurde die bis dahin eigenständige Gemeinde Dauersberg nach Betzdorf eingemeindet.
Durch die Verwaltungsreform in Rheinland-Pfalz wurde aus dem Amt Betzdorf schließlich die Verbandsgemeinde Betzdorf mit Verwaltungssitz in der Stadt Betzdorf, die zum 1. Januar 2017 in der Verbandsgemeinde Betzdorf-Gebhardshain aufging.

### Einwohnerstatistik
Die Entwicklung der Einwohnerzahl von Betzdorf bezogen auf das heutige Stadtgebiet; die Werte von 1871 bis 1987 beruhen auf Volkszählungen:
| Betzdorf: Einwohnerzahlen von 1815 bis 2024 | Betzdorf: Einwohnerzahlen von 1815 bis 2024 | Betzdorf: Einwohnerzahlen von 1815 bis 2024 | Betzdorf: Einwohnerzahlen von 1815 bis 2024 | Betzdorf: Einwohnerzahlen von 1815 bis 2024 |
| ------------------------------------------- | ------------------------------------------- | ------------------------------------------- | ------------------------------------------- | ------------------------------------------- |
| Jahr                                        |                                             |                                             |                                             | Einwohner                                   |
| 1815                                        | 1815                                        |                                             | 401                                         | 401                                         |
| 1835                                        | 1835                                        |                                             | 615                                         | 615                                         |
| 1871                                        | 1871                                        |                                             | 1.568                                       | 1.568                                       |
| 1905                                        | 1905                                        |                                             | 6.458                                       | 6.458                                       |
| 1939                                        | 1939                                        |                                             | 8.979                                       | 8.979                                       |
| 1950                                        | 1950                                        |                                             | 9.315                                       | 9.315                                       |
| 1961                                        | 1961                                        |                                             | 10.300                                      | 10.300                                      |
| 1970                                        | 1970                                        |                                             | 10.490                                      | 10.490                                      |
| 1987                                        | 1987                                        |                                             | 10.154                                      | 10.154                                      |
| 1997                                        | 1997                                        |                                             | 10.861                                      | 10.861                                      |
| 2005                                        | 2005                                        |                                             | 10.451                                      | 10.451                                      |
| 2011                                        | 2011                                        |                                             | 10.018                                      | 10.018                                      |
| 2017                                        | 2017                                        |                                             | 10.139                                      | 10.139                                      |
| 2024                                        | 2024                                        |                                             | 10.363                                      | 10.363                                      |
|                                             |                                             |                                             |                                             |                                             |

### Konfessionsstatistik
Gemäß der Volkszählung 2011 waren 47,2 % der Einwohner katholisch, 23,4 % evangelisch und 29,4 % waren konfessionslos, gehörten einer anderen Glaubensgemeinschaft an oder machten keine Angabe. Der Anteil der Protestanten und Katholiken an der Gesamtbevölkerung ist seitdem jährlich um 1,5 Prozentpunkt gesunken. Gemäß dem Zensus 2022 waren im Jahr 2022 36,6 % der Einwohner katholisch, 20,6 % evangelisch, und 42,8 % waren konfessionslos, gehörten einer anderen Glaubensgemeinschaft an oder machten keine Angabe. Ende Januar 2025 hatten 31,8 % die katholische Konfession und 17,7 % die evangelische. 50,5 % gehörten entweder einer anderen Glaubensgemeinschaft an oder waren konfessionslos.

## Politik

### Stadtrat
Der Stadtrat in Betzdorf besteht aus 28 Ratsmitgliedern, die bei der Kommunalwahl am 9. Juni 2024 in einer personalisierten Verhältniswahl gewählt wurden, und dem ehrenamtlichen Stadtbürgermeister als Vorsitzendem.
Die Sitzverteilung im Stadtrat:
| Wahl | SPD | CDU | Grüne | FDP | Linke | FWG | Gesamt   |
| ---- | --- | --- | ----- | --- | ----- | --- | -------- |
| 2024 | 8   | 13  | 2     | 2   | 0     | 3   | 28 Sitze |
| 2019 | 9   | 9   | 4     | 3   | 1     | 2   | 28 Sitze |
| 2014 | 10  | 11  | 3     | 1   | –     | 3   | 28 Sitze |
| 2009 | 10  | 9   | 3     | 3   | –     | 3   | 28 Sitze |
| 2004 | 7   | 15  | 1     | 2   | –     | 3   | 28 Sitze |

### Bürgermeister

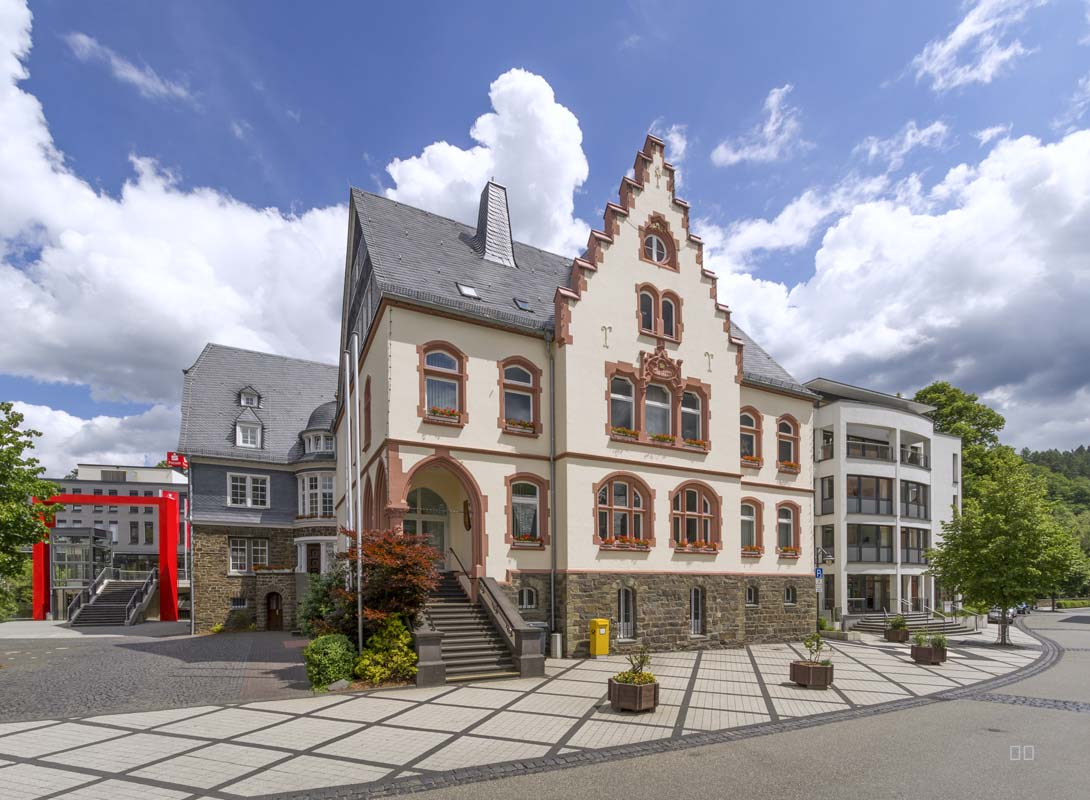
Historisches Rathaus der Stadt Betzdorf mit Anbauten

Johannes Behner (CDU) wurde am 2. September 2024 Stadtbürgermeister von Betzdorf. Bei der Direktwahl am 9. Juni 2024 hatte er sich mit 56,8 % der Stimmen gegen seinen Vorgänger durchgesetzt. Die Wahlbeteiligung lag bei 55,6 %.
Behners Vorgänger Benjamin Geldsetzer (SPD) hatte das Amt seit der Kommunalwahl 2019 inne, als er mit 57,6 % gewählt wurde. Er hatte das Amt von Bernd Brato (SPD) übernommen. Dieser kam im November 2006 durch Direktwahlen in die beiden Ämter des Stadtbürgermeisters für die Stadt Betzdorf, sowie als Bürgermeister für die Verbandsgemeinde Betzdorf-Gebhardshain, die er im Januar 2007 antrat. Bei der Wahl 2019 kandidierte Brato nicht erneut als Stadtbürgermeister.

### Wappen
| Wappen von Betzdorf | Blasonierung: „Gespalten, links in Schwarz ein silberner Schrägbalken, belegt mit drei schwarzen Eberköpfen, rechts in Rot ein goldener, zum Betrachter schauender Löwe mit roter Zunge.“ |
| Wappen von Betzdorf | Wappenbegründung: Der Löwe stammt aus dem Wappen der Grafen von Sayn und die Eberköpfe aus dem der Herren von Freusburg.                                                                  |

### Städtepartnerschaften
Die Stadt Betzdorf pflegt Partnerschaften mit den Städten
- Decize in Frankreich, seit 1965, und
- Ross-on-Wye in England, Grafschaft Herefordshire, seit 1985.
- Denizli in der Türkei hat seit 1966 eine Partnerschaft mit der Verbandsgemeinde Betzdorf.

## Kultur und Sehenswürdigkeiten

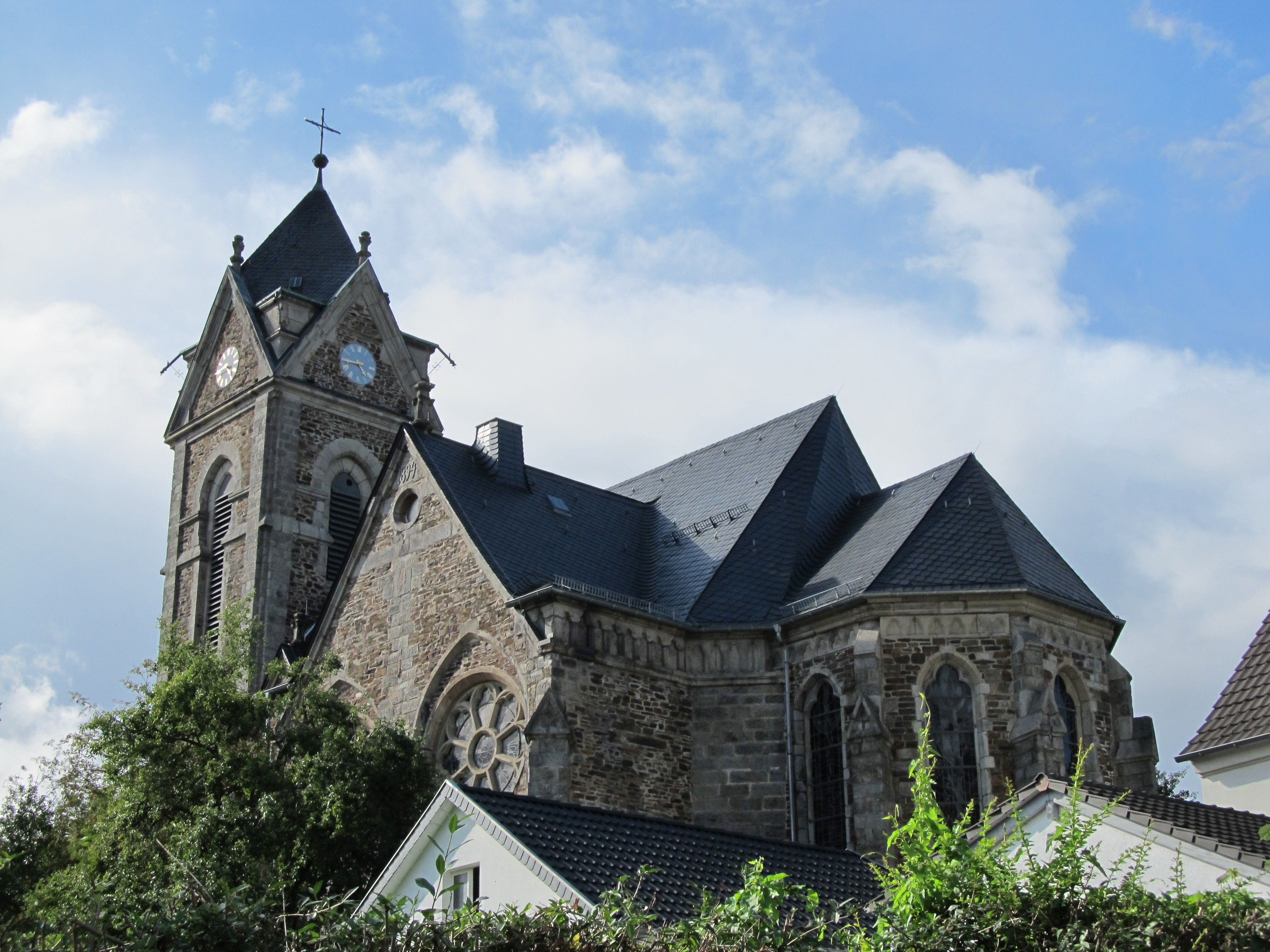
Die Kreuzkirche in Betzdorf

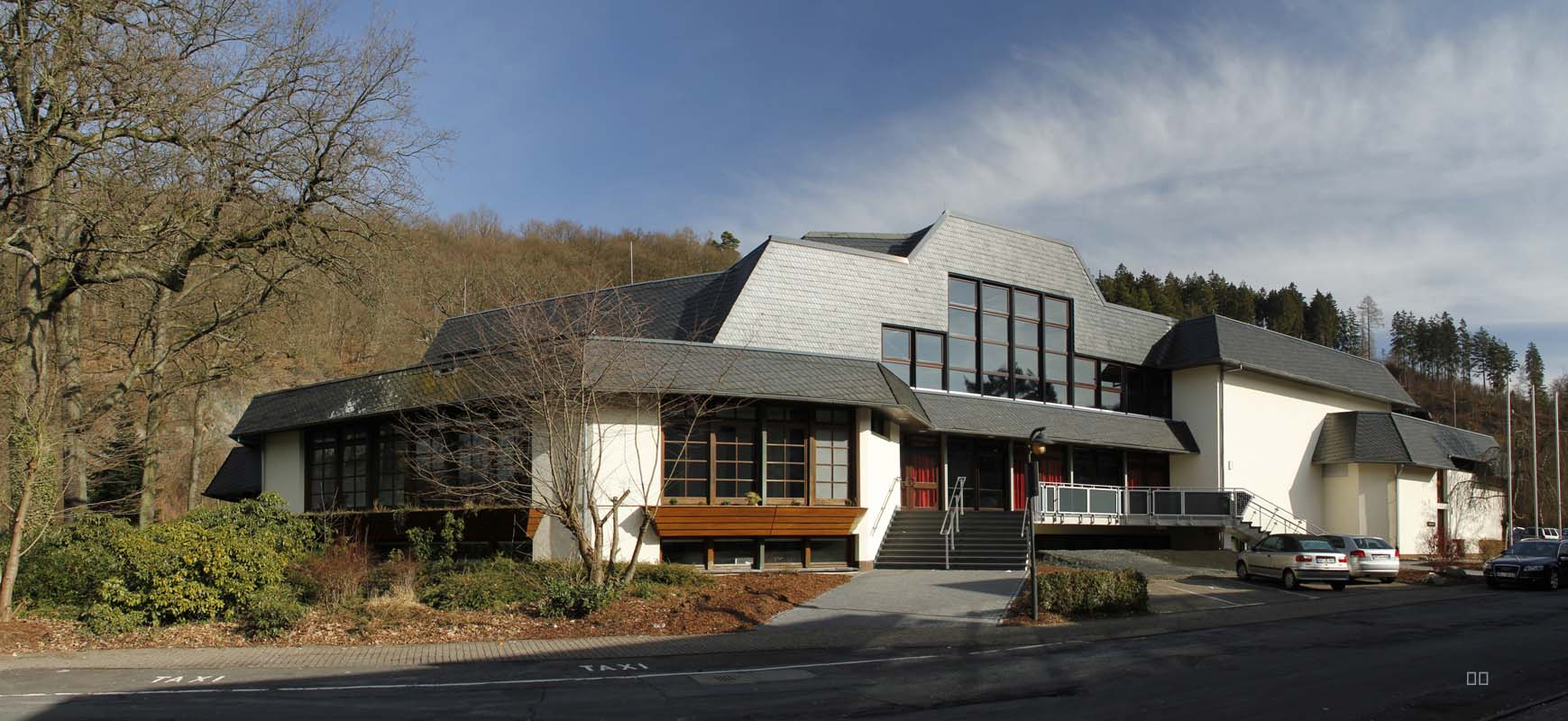
Betzdorf Stadthalle

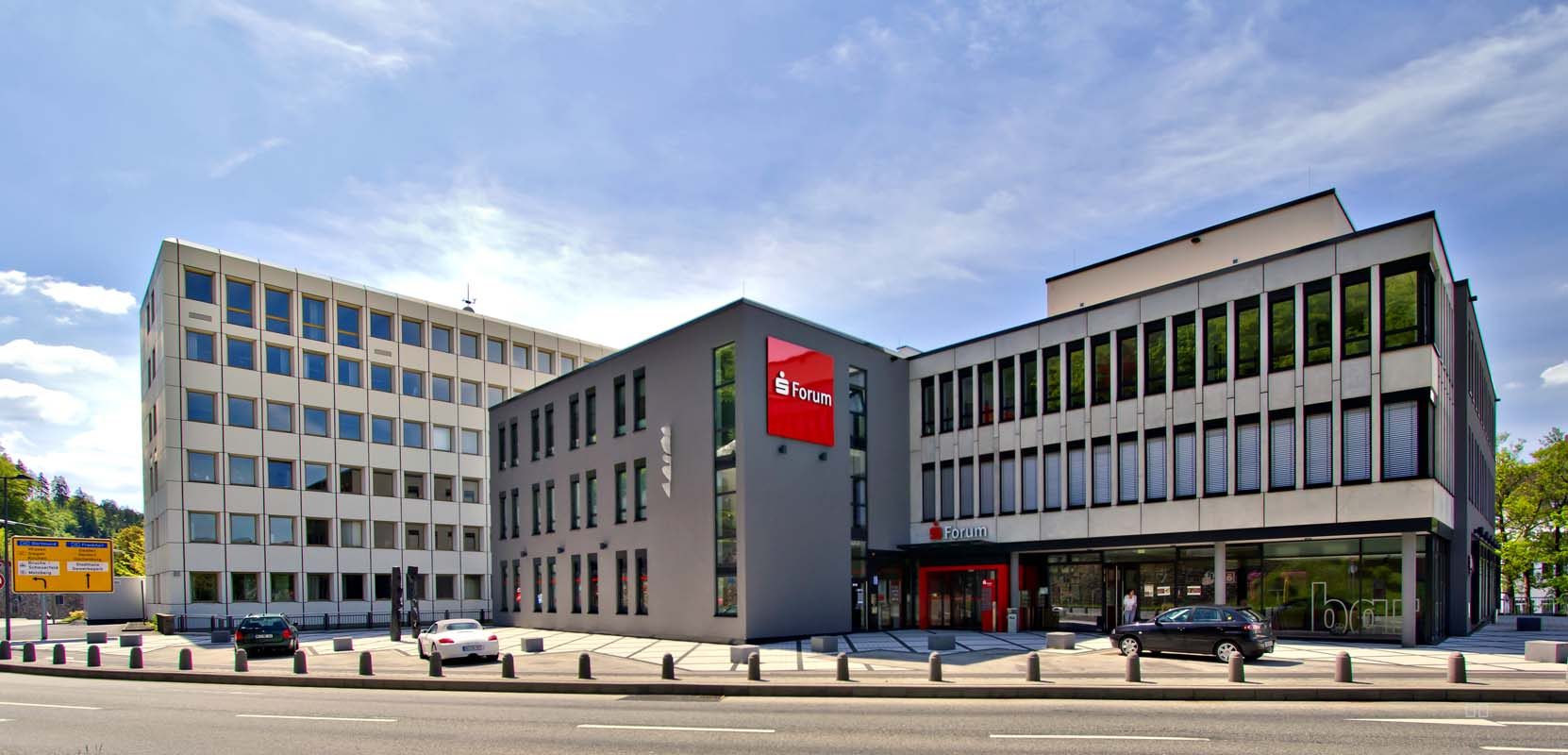
Amtsgericht und Forum mit Sparkasse und Medizinischem Versorgungszentrum

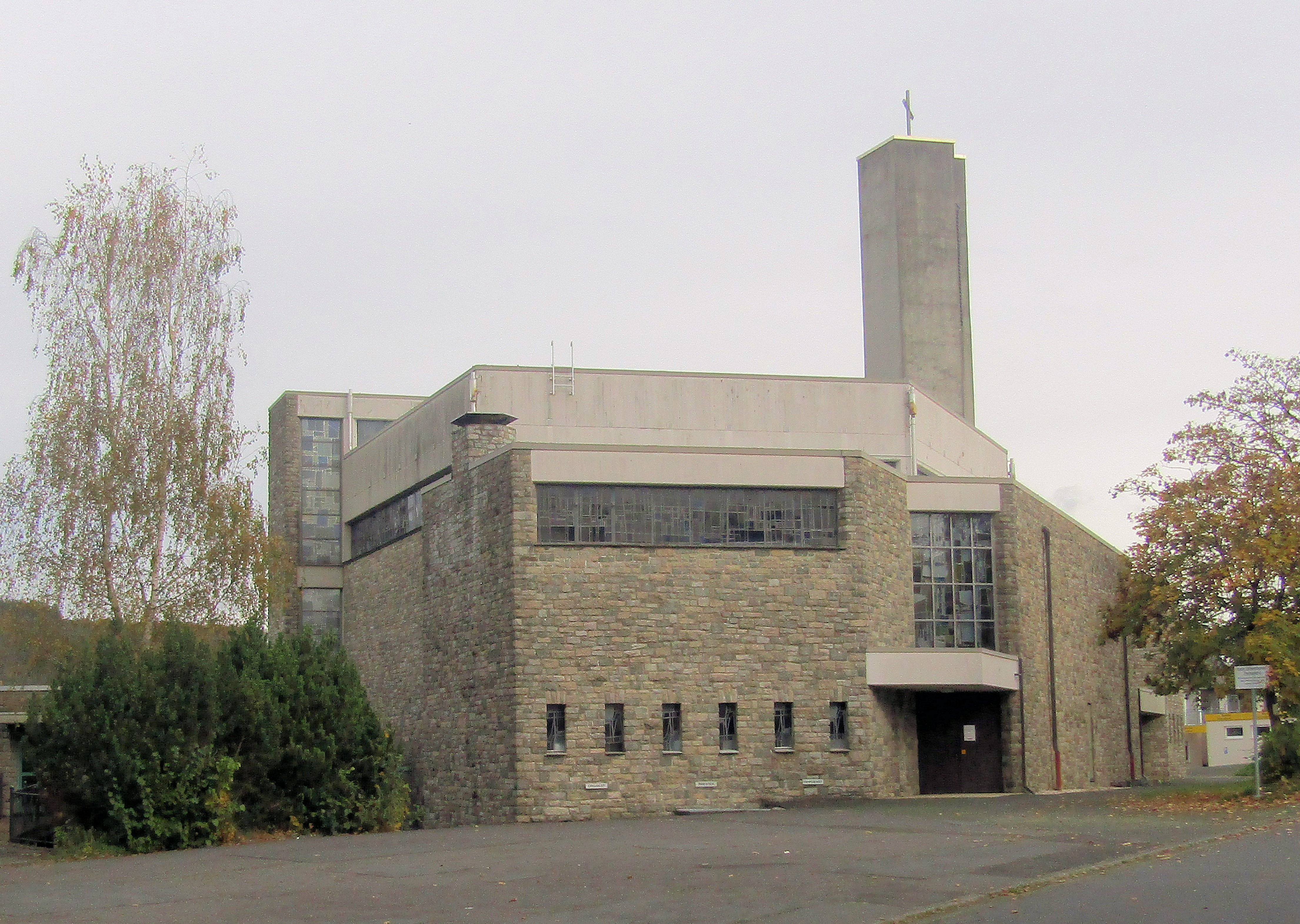
Kirche Maria Königin

siehe auch: → Liste der Kulturdenkmäler in Betzdorf und Liste der Naturdenkmale in Betzdorf

### Regelmäßige Veranstaltungen
Die größten regelmäßigen Veranstaltungen sind das Schützenfest Anfang September, des Schützenvereins Betzdorf, das Frühlingsfest im Mai, das Barbarafest im Oktober sowie der Betzdorfer Weihnachtsmarkt am zweiten Adventswochenende. Zusätzlich finden rund um das Jahr zahlreiche Veranstaltungen der Betzdorfer Vereine (Konzerte, Theater, Karneval u. a.) u. a. in der Betzdorfer Stadthalle statt.
Weiterhin findet alle zwei Jahre die Betzdorfer City-Night statt, ein Radrennen durch die Betzdorfer Innenstadt, welches mit bekannten Radsportlern besetzt ist.

## Wirtschaft und Infrastruktur

### Ansässige Unternehmen
Der deutsche Zweig von Rexnord (ehemals Siemag) befindet sich seit 1962 in Betzdorf. Weiterhin hat seit 1978 der Universalversender Schäfer-Shop hier seinen Hauptsitz. Seit 1988 produziert der Automobilzulieferer Elco Europe GmbH (heute: KYOCERA AVX Components (Betzdorf)) am Standort Betzdorf.

### Verkehr
Die Lage von Betzdorf sorgte erst im 19. Jahrhundert für ein schnelles Wachstum, bietet aber bis heute eine Herausforderung für die Verkehrs- und Stadtplanung. In der engen Talsohle drängen sich eine Bundesstraße (B62), der Fluss (Sieg) und das breite Band der Eisenbahnanlagen. Ab dem letzten Viertel des 20. Jahrhunderts wurden deshalb
- eine Brückenanlage zur Überquerung von Sieg und Eisenbahn erstellt (Fertigstellung 1976),
- die Sieg zur Errichtung eines Busbahnhofs überbaut (Fertigstellung 1978), sowie schließlich
- ein Autotunnel (Fertigstellung 2006) zur Schaffung eines größeren innerstädtischen Kreisverkehrs geschaffen.

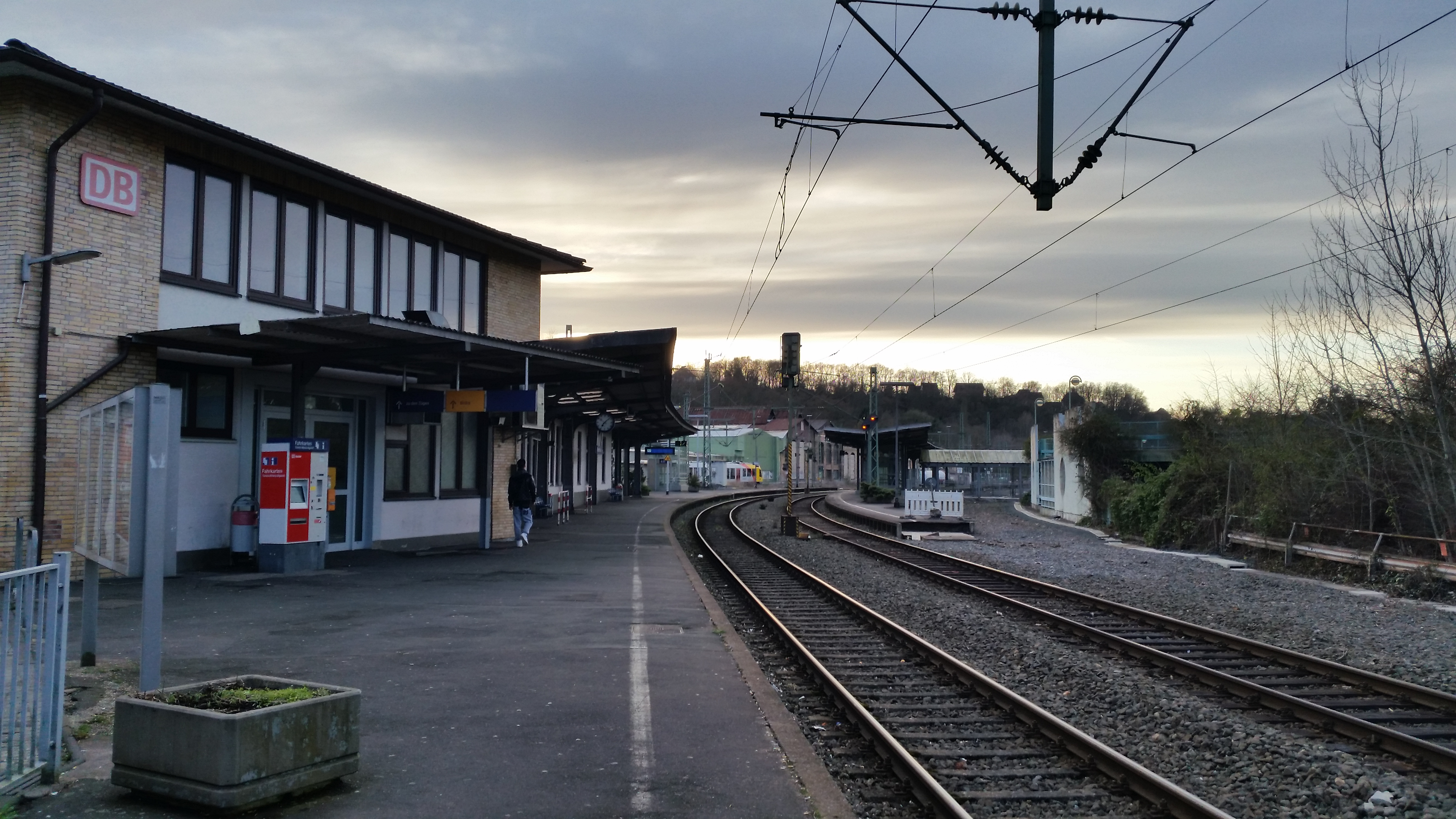
Bahnhof Betzdorf (Sieg)
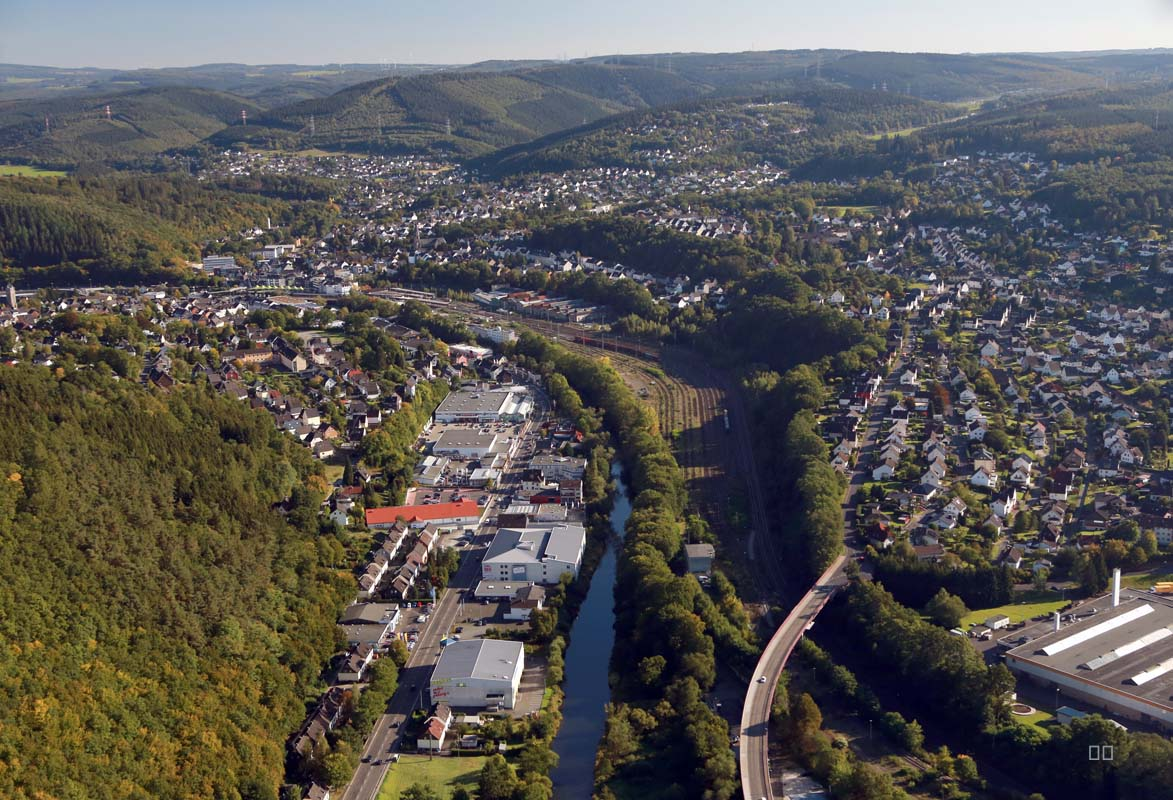
Talsohle mit Bundesstraße, dem Fluss (Sieg) und der Eisenbahn
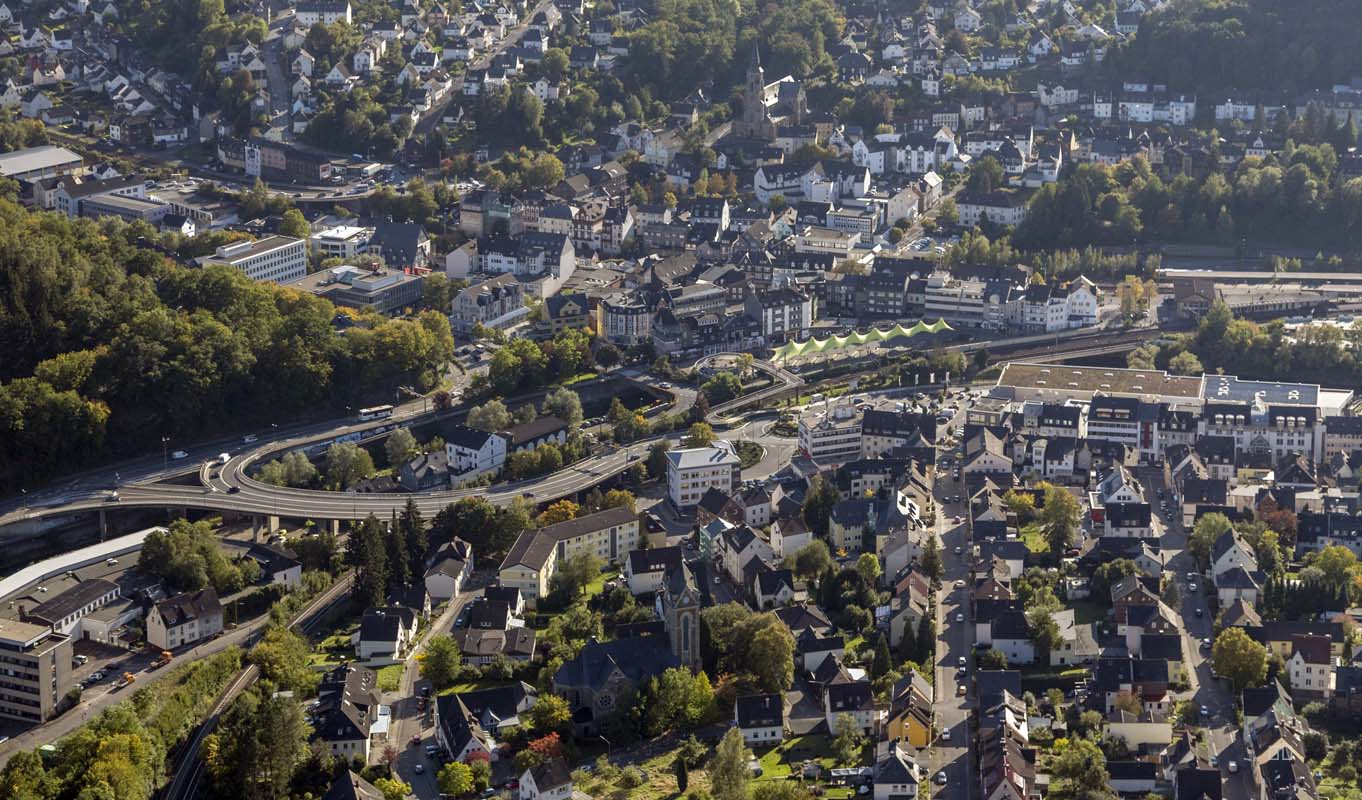
Innenstadt mit Brückenanlagen, Busbahnhof und Bahnhof
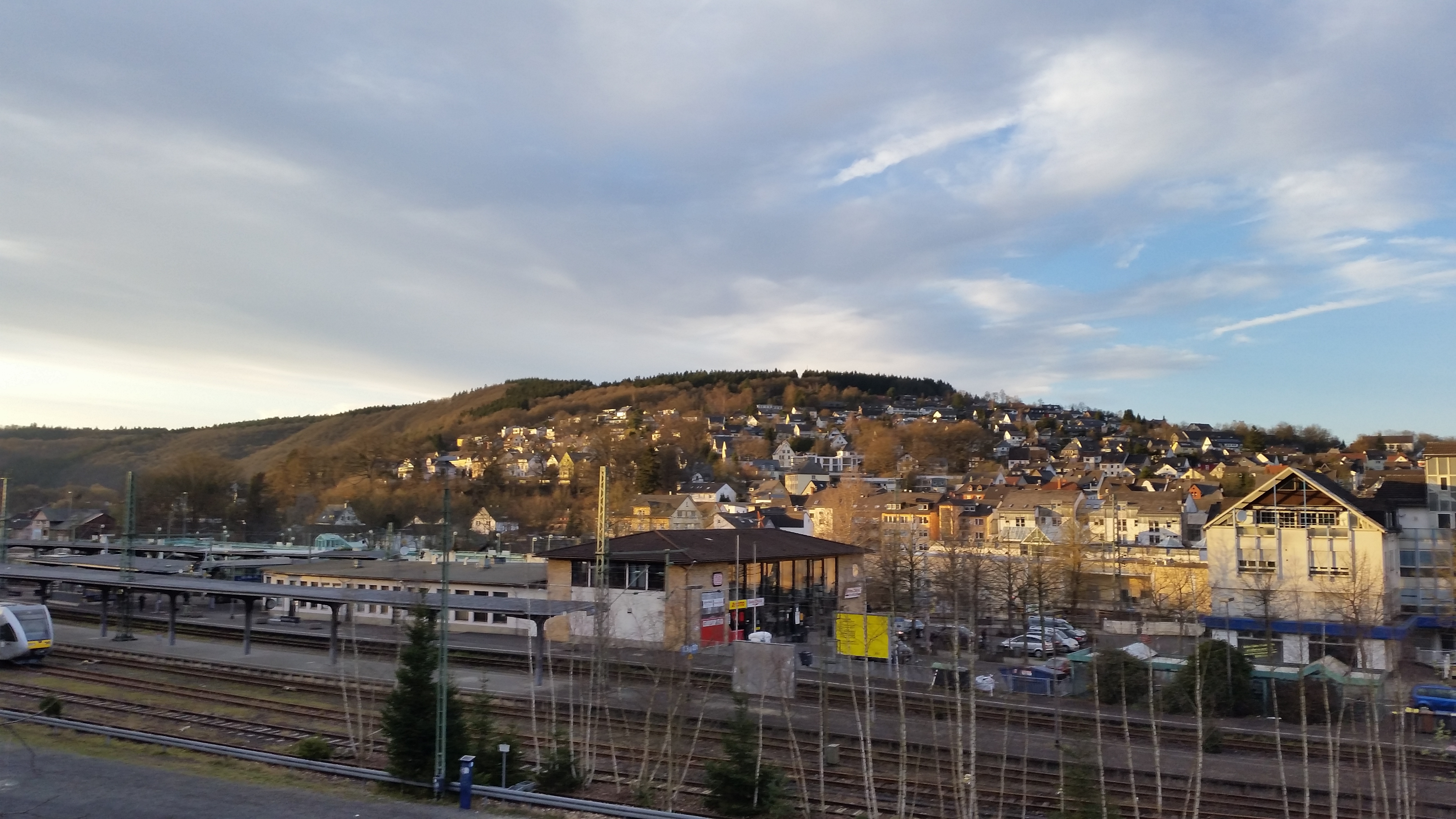
Blick auf den Bahnhof, Betzdorf-Hohenbetzdorf und im Hintergrund den Molzberg
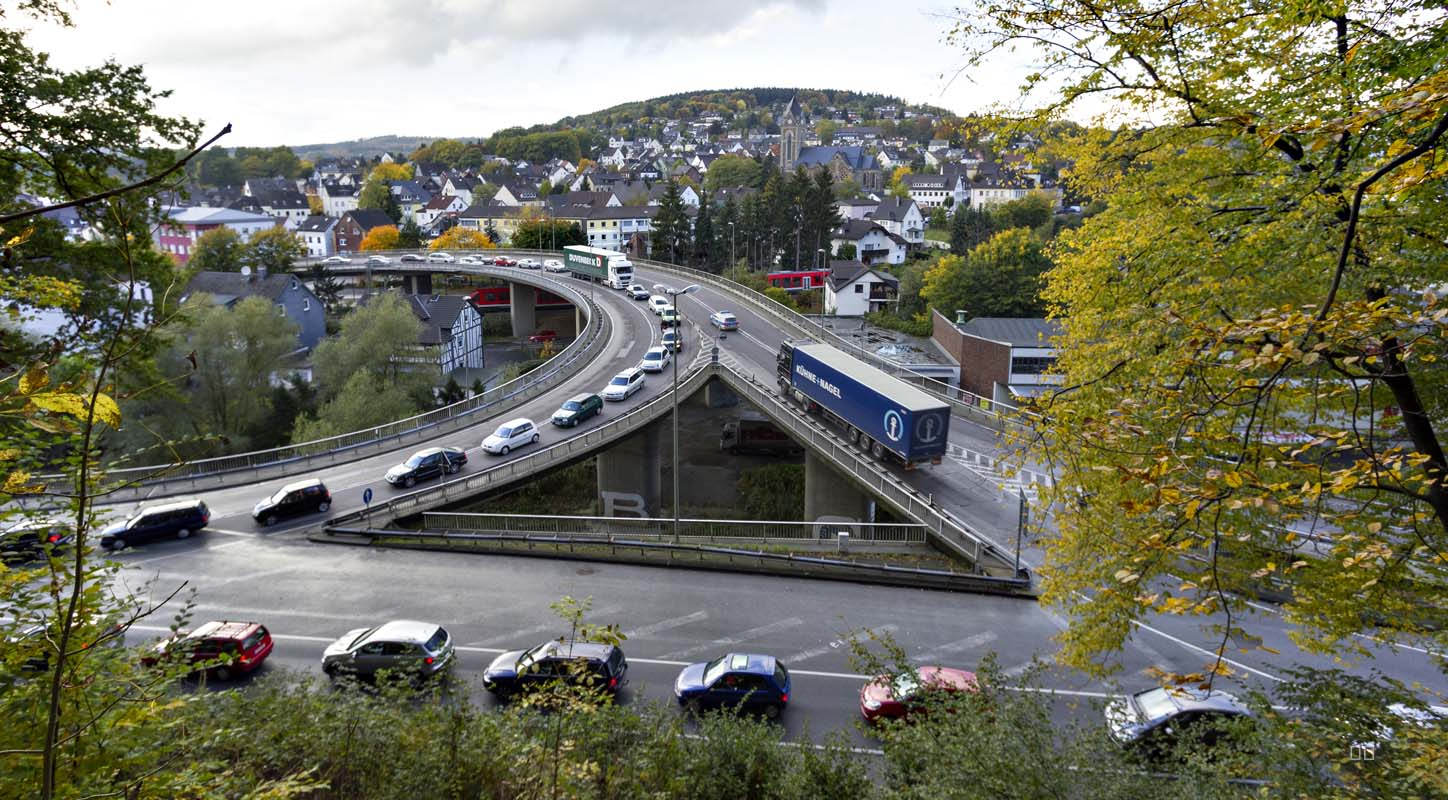
Betzdorf Brückenanlage zur Überquerung von Sieg und Eisenbahn
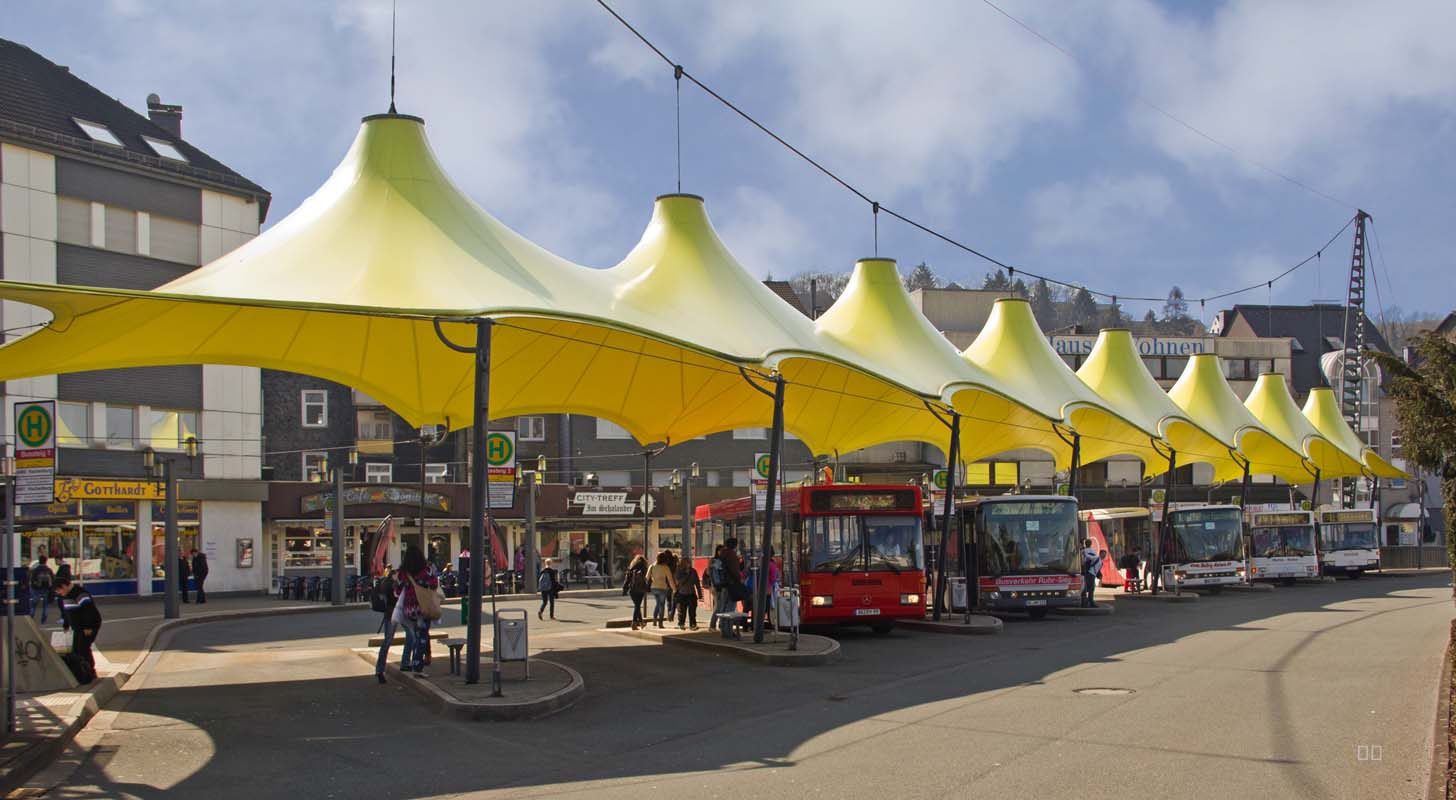
Betzdorf – Busbahnhof auf dem überbauten Mündungsbereich der Heller in die Sieg
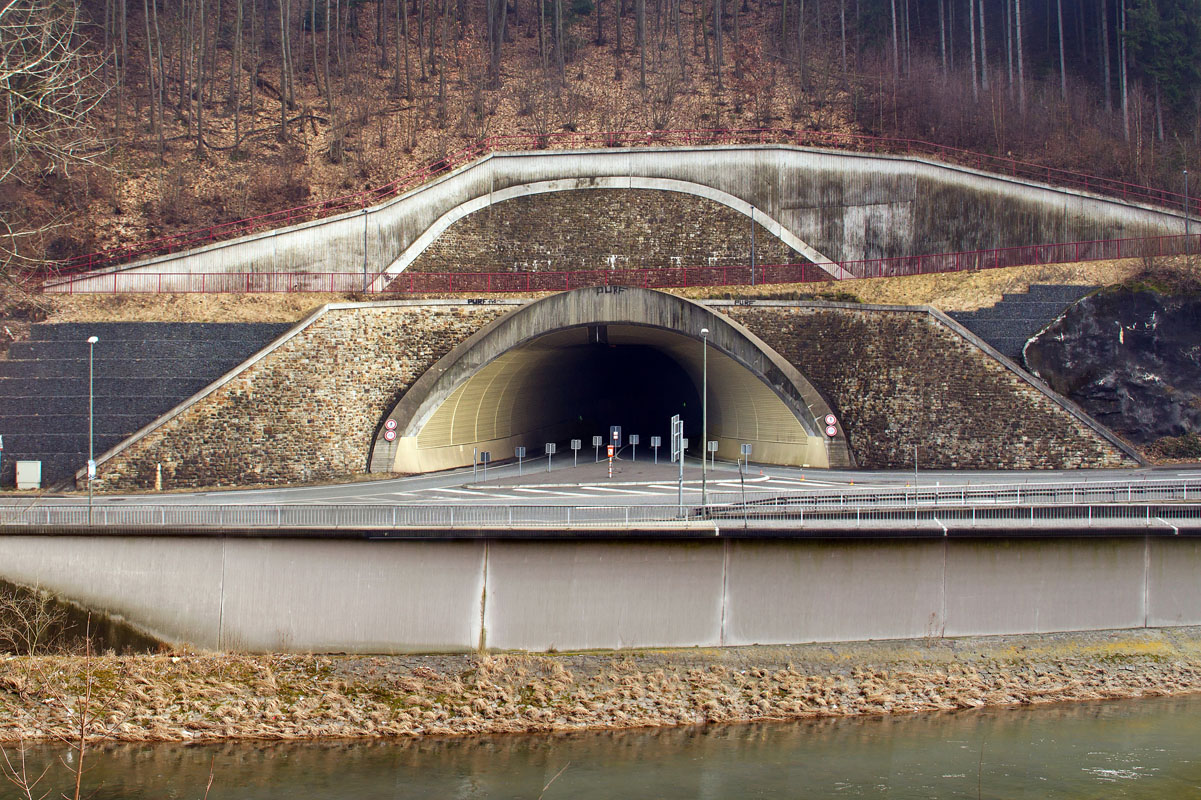
Betzdorf – Ausgang des St.-Barbara-Tunnels

Die Stadt Betzdorf ist ein Eisenbahnknotenpunkt im Personenverkehr mit Zugang zu den Linien:
- RE 9 der DB Regio (Aachen – Düren – Köln – Siegburg/Bonn – Au (Sieg) – Wissen (Sieg) – Betzdorf (Sieg) – Siegen) auf der Siegstrecke,
- RB 90 und RB 93 (3LänderBahn) der Hessischen Landesbahn (HLB) (Limburg(Lahn) – Westerburg – Nistertal-Bad Marienberg – Hachenburg – Altenkirchen – Au (Sieg) – Betzdorf (Sieg) – Siegen – Kreuztal/Bad Berleburg) auf der Oberwesterwald-, Westerwald-Sieg- sowie Rothaar-Bahn,
- RB 96 der Hessischen Landesbahn (HLB)  (Betzdorf (Sieg) – Herdorf – Neunkirchen (Kr Siegen) – Burbach – Hickengrund – Haiger – Dillenburg) auf der Hellertalbahn sowie zur
- RB 97 der Westerwaldbahn (Betzdorf (Sieg) – Daaden) auf der Daadetalbahn.

Bis zur Stilllegung der Asdorftalbahn gab es von Betzdorf aus auch Personenzugläufe bis Freudenberg bzw. Olpe/Dieringhausen.
Es bestehen einige Regionalbuslinien der Firmen Westerwaldbus sowie Martin Becker.
Alternativ verkehren verschiedene Buslinien vom Busbahnhof im Zentrum der Stadt von vier Verkehrsgesellschaften, die Nachbargemeinden und andere Landkreise verbinden. Die meisten Fahrten dienen als Schulfahrten, weshalb sie hauptsächlich nur morgens und am frühen Mittag verkehren. Da die Landesgrenze zu Nordrhein-Westfalen nicht weit entfernt ist, werden dort zwangsläufig auch Gemeinden und Ortsteile mitbedient.
Betzdorf liegt ca. 20 Kilometer abseits der A 45 an der Bundesstraße 62. Der nächste regionale Flughafen ist der Flughafen Siegerland; die nächsten internationalen Flughäfen Köln/Bonn und Frankfurt sind mit der Bahn zu erreichen. Der Verkehrslandeplatz Betzdorf-Kirchen liegt 4 Kilometer nordwestlich von Betzdorf.

### Bildungseinrichtungen
In Betzdorf gibt es zwei Grundschulen, die Bertha-von-Suttner Realschule plus, die Integrierte Gesamtschule Geschwister Scholl Betzdorf-Kirchen, das Freiherr-vom-Stein-Gymnasium sowie jeweils eine Berufsbildende Schule, eine Bücherei und eine Volkshochschule.

### Freizeit- und Sportanlagen
Neben mehreren kleineren Sportplätzen gibt es in Betzdorf die  Enerix Arena auf dem Bühl das als Heimstadion der SG 06 Betzdorf dient und im Eigentum der Stadt ist, sowie die Freizeitsportanlage Molzberg, die der Verbandsgemeinde Betzdorf-Gebhardshain und der Verbandsgemeinde Kirchen gehören. Das Freizeitbad Molzberg wird ebenfalls von den beiden Verbandsgemeinden betrieben.

### Elektrische Energieversorgung
Wenige Kilometer südlich der Kernstadt befindet sich ein nach dem in der Nähe gelegenen Ortsteil Dauersberg benanntes Umspannwerk, das Schaltanlagen für 380, 220 und 110 kV beinhaltet. Es ist einer der größten Knotenpunkte im deutschen Energieversorgungsnetz, an dem ein Großteil der die Metropolregionen Rhein-Ruhr und Rhein-Main verbindenden Hochspannungsleitungen zusammenläuft.
Siehe auch: → Umspannwerk Dauersberg

## Persönlichkeiten

### Söhne und Töchter der Stadt
- Joseph Fröbes (1866–1947), Priester, Philosoph und Psychologe
- Peter Günther (1882–1918), Weltmeister im Radfahren 1911
- Andreas Vomfell (1885–1970), Verwaltungsbeamter
- Fritz Pullig (1887–1963), Flugpionier
- Robert Götz (1892–1978), Volksliederkomponist (Aus grauer Städte Mauern zieh’n wir durch Wald und Feld; Jenseits des Tales standen ihre Zelte)
- Friedrich Michael Jetter (1912–1969), Landrat
- Heinz Vonhoff (1922–1998), Volksschullehrer, Religionslehrer und Schriftsteller
- Theobald Groß (1929–2019), Journalist und Bürgermeister von Bassenheim
- Helmut Steinbach (1929–2019), Dirigent
- Erhard Rittershaus (1931–2006), Manager und Politiker
- Jürgen Seim (1932–2022), evangelischer Theologe
- Hermann-Josef Burbach (1935–2013), katholischer Rundfunkbeauftragter im WDR und Mitglied des Rundfunkrates[20]
- Norbert Heinen (1936–2023), Landrat
- Brigitte Wormbs (* 1937), Gartenarchitektin und Autorin
- Heribert Schwan (* 1944), Schriftsteller und Autor zahlreicher Fernseh-Dokumentationen
- Stefan Baldus (* 1949), Politiker
- Susanne Krell (* 1955), Künstlerin
- Gerhard Mester (* 1956), Karikaturist
- Matthias Deutschmann (* 1958), Kabarettist
- Jürgen Alzen (* 1962 in Kirchen), Automobil-Rennfahrer
- Uwe Alzen (* 1967 in Kirchen), Automobil-Rennfahrer
- Katharina Schultens (* 1980 in Kirchen), Schriftstellerin

### Persönlichkeiten, die vor Ort gewirkt haben
- Karl Hartmann (1857–1910), Mundartdichter und Internatsgründer